# Air Touch Window
Das Air Touch Window ist eine interaktive Form der digitalen Schaufenstergestaltung und gehört somit zur Außenwerbung. So können Schaufensterflächen, aber auch Projektionsflächen aus Glas als Air Touch Window genutzt werden.

## System-Komponenten
Die Bestandteile des Air Touch Windows sind eine verklebte Glasfläche, ein Beamer, der für die Projektion der gewünschten Inhalte auf die Glasfläche sorgt, und ein Kamerasystem. Das Kamerasystem besteht aus einer Infrarotkamera, die die Bewegungen einfängt, und wahlweise aus einer zweiten Kamera, die für die Messung von Daten wie Blickkontakt, Geschlechtserkennung usw. zuständig ist. Durch die Rückprojektionsfolie, die als Projektionsfläche dient, entsteht im Gegensatz zu einer Leinwand eine glatte Fläche. Durch die einfache Anbringung und auch Ablösung der Folie ist ein wiederholter Einsatz möglich. Durch die unterschiedlichen Größen der Rückprojektionsfolie sind Präsentationsflächen von bis zu 3 mal 2 Meter möglich.

## Funktionsweise
Durch die Infrarotkamera werden die Bewegungen der Passanten in Aktionen auf der Projektionsfläche umgewandelt. Durch vorherige Definition bestimmter Flächenabschnitte werden dort die Bewegungen der Passanten in festgelegte Aktionen umgesetzt. Durch diese Technik müssen weder Joystick noch Maus verwendet werden, um die Inhalte zu steuern. Auch die Berührung der Fläche wird überflüssig. Starke Sonneneinstrahlung kann teilweise eine dunkle Abdeckung der Infrarotkamera nötig machen, da übermäßiges Sonnenlicht die Erkennung der Linse stören kann.
Durch im Voraus bestimmte Faktoren wie Aufmerksamkeit oder Geschlecht der Passanten kann durch die zweite Kamera eine Erfolgsmessung vorgenommen werden. Aufgrund von Gesichtserkennungsmerkmalen ist es dem System möglich, zwischen männlich und weiblich zu unterscheiden und je nach Ergebnis den passenden Inhalt abzuspielen. Dieses System ist jedoch mit einer Fehlerquote behaftet, da nicht zu 100 % korrekte Aussagen über das Geschlecht getroffen werden können.
Durch ein Rechnersystem, welches für die Speicherung der Inhalte und Datenspeisung des Beamers zuständig ist, ist es möglich, ortsunabhängig über einen Zugang per Internet neue Inhalte aufzuspielen und ablaufen zu lassen. Ebenfalls ist somit ein Zugriff auf die Daten der Erfolgsmessung möglich.

## Einsatzgebiet
Das Air Touch Window gehört zur Gattung der Out-of-Home-Medien, da die Nutzung dieser Medien außerhalb stattfindet und sich überwiegend an mobile Zielgruppen richtet. Nur durch die Bewegung und Mobilität der Zielgruppe funktioniert das System.
Der Haupteinsatzbereich des Air Touch Window liegt in der Schaufenstergestaltung. Die großen Glasflächen eignen sich am besten für die Anbringung der Rückprojektionsfolie. Gleichzeitig kann durch den Einbau von größeren Glasflächen innerhalb der Geschäftsräume auch hier das Air Touch Window eingesetzt werden.
Auch der Einsatz im Event-Bereich ist möglich, da transportable Glasflächen überall aufgebaut werden können. Die flexible Rückprojektionsfolie kann ohne Rückstände wieder abgelöst werden und ermöglicht damit den flexiblen Einsatz als interaktives Event-Medium.

## Inhalte
Die Inhalte des Air Touch Window orientieren sich meist an einem spezifischen Inhalt, der die Kaufentscheidung stützen, aber auch die Bekanntheit der Produkte fördern soll. So werden produkt- und markenspezifische Inhalte meist auf eine spielerische Weise vermittelt, indem die Werbe-Elemente ähnlich der Produktplatzierung in die Handlung oder den Ablauf eingebaut werden. Mitmachelemente, die den Passanten aktiv in das Geschehen miteinbeziehen, vermitteln auch auf spielerische Weise die Informationen, wobei die Information hier nicht verpackt werden muss, sondern auch konkret dargestellt werden kann.
Durch die flexible Inhaltserstellung können sogar ganze Corporate-Identity-Vorlagen des Unternehmens oder der Marke einbezogen und umgesetzt werden.
Der zielgruppenspezifische Inhalt kann genau an die bestehenden Anforderungen angepasst werden. Beispielsweise durch die Erkennung ob der Passant männlich oder weiblich ist oder zu welcher Altersgruppe er gehört, können somit unterschiedliche Inhalte für ein einziges Produkt abgespielt werden.
Die Inhalte selbst können dabei in Form von Filmen, Präsentationen, interaktiven Anwendungen wie z. B. Spielen oder aus einer Kombination dieser Formen bestehen.

## Integration in den Cross-Media-Mix
Das Air Touch Window wird durch die Eigenschaften als Event-Tool zur Vernetzung mit anderen kommunikationspolitischen Instrumenten genutzt. Ziel ist die Erhöhung des Bekanntheitsgrades des Unternehmens oder der Marke, Erreichung bestimmter Imageziele und die Darstellung der Dialogorientierung, aber auch die positive Beeinflussung der Kaufentscheidung am Verkaufsort. So kann das Air Touch Window mit Audio ausgestattet werden, genauso wie mit Bluetoothsendern und auch Print.
Die erlebnisorientierte Form dieser Art der Werbung steht dabei im Vordergrund. Die Ansprache richtet sich im Handel auf die potentiellen und tatsächlichen Konsumenten, kann bei firmenexternen Events aber auch zur Gewinnung von Schlüsselkunden dienen.